# Murder on the Dancefloor
Murder on the Dancefloor is een nummer van de Britse zangeres Sophie Ellis-Bextor. Het is de tweede single van haar debuutalbum Read My Lips uit 2001. Op 3 december dat jaar werd het nummer eerst in het Verenigd Koninkrijk en Ierland op single uitgebracht. Op 15 april 2002 volgden Europa, Australië, Nieuw-Zeeland, de VS en Canada.

## Achtergrond
"Murder on the Dancefloor" werd wereldwijd een grote danshit. In thuisland het Verenigd Koninkrijk bereikte de single de 2e positie in de UK Singles Chart. In de Eurochart Hot 100 werd de 12e positie bereikt, in Australië de 3e, Nieuw-Zeeland de 2e, Duitsland de 11e en in de VS de 9e positie in de "Billboard Hot 100; Dance Single Sales".
In Nederland werd de single veel gedraaid op de landelijke radiozenders en werd een hit. De single bereikte de 4e positie in de Nederlandse Top 40 en Dancesmash op Radio 538 en de 7e positie in de publieke hitlijst; de Mega Top 100 op destijds Radio 3FM.
In België bereikte de single de 18e positie in de Vlaamse Ultratop 50 en de 7e positie in de Vlaamse Radio 2 Top 30. In Wallonië werd de 7e positie behaald.
De single werd in 2023 gebruikt in de film Saltburn en werd daardoor een nieuwe hit op social media. Als gevolg kwam de single in 2024 opnieuw in onder meer de Nederlandse Top 40 en de Vlaamse Ultratop.

## NPO Radio 2 Top 2000
Murder on the Dancefloor stond in 2024 voor het eerst in de NPO Radio 2 Top 2000, op plek 1482.